# Pentila christina
Pentila christina är en fjärilsart som beskrevs av Suffert 1904. Pentila christina ingår i släktet Pentila och familjen juvelvingar. Inga underarter finns listade i Catalogue of Life.